# Янукович, Людмила Александровна
Людмила Александровна Януко́вич  (укр. Людмила Олександрівна Янукович; в девичестве Настенко; род. 9 октября 1949, Енакиево, Сталинская область) — супруга бывшего четвёртого президента Украины Виктора Януковича.

## Биография
Людмила Александровна Настенко (после замужества — Янукович) родилась 9 октября 1949 года в Енакиево.
Отец, Александр Настенко, работал на цементном заводе. Мать, Валентина Васильевна Давыдова (14 сентября 1928 — 28 апреля 2009) — была юристом по образованию, по состоянию здоровья (инвалид первой группы, более 20 лет передвигалась в инвалидной коляске) переехала в город Красногоровка Донецкой области, когда не могла подниматься на третий этаж дома в Енакиево, где жили ранее Януковичи. Зять купил в 1978 году ей небольшой дом с 15 сотками земли. Людмила Янукович воспитывалась мамой, дедушкой и бабушкой.
Дядя — Василий Никитович Сажин — работал судьёй, умер в Енакиево в 1973 году.

### Образование
В 1966 году окончила Енакиевскую школу № 1.
Окончила Макеевский инженерно-строительный институт по специальности «инженер-строитель».

### Деятельность
Работала на производстве, в проектно-сметном бюро при Енакиевском металлургическом заводе. Была специалистом треста «Енакиевметаллургстрой».
Известность к Людмиле Янукович пришла в 2004 году: во время Оранжевой революции на митинге в Донецке она рассказала о «наколотых» апельсинах, «американских» валенках и палатках с толстой основой и подогревом, которые выдаются поселенцам — сторонникам Виктора Ющенко на столичном Майдане.
Пенсионерка, занималась благотворительностью, оказывала помощь детским домам.
В начале 2000-х годов также помогала шахтёрским организациям Украины. Строила в Донецкой области церкви.
У них с Виктором Януковичем двое детей (сыновья Александр и Виктор) и трое внуков. Проживала Людмила Янукович на окраине Донецка, в Будённовском районе в элитном районе Калинкино-2 на улице Абрикосовой.
В мае 2010 года первую леди Украины Людмилу Янукович зачислили в ряды клуба украинских интеллектуалов и аристократов «Интеллигент».
На протяжении своего президентства, не разводясь с Людмилой, Виктор Янукович проживал в тайном фактическом браке с Любовью Полежай.

### После 2014 года
После бегства Виктора Януковича в Россию в 2014 году Людмила Янукович переехала в Крым, живёт в поселке Отрадное.

## Семья
Муж Виктор Янукович (род. 9 июля 1950) — бывший четвёртый президент Украины, Виктор и Людмила познакомились на Енакиевском металлургическом заводе в декабре 1969 года. Поженились в ноябре 1971 года. Повенчались 19 сентября 1997 года.
В феврале 2017 года немецкий журнал Der Spiegel сообщил, что Янукович развелся со своей супругой после 45-ти лет брака, однако, пресс-служба Януковича опровергла эту новость.
Сыновья
Александр (1973) — бизнесмен (строительный и финансовый бизнес), по первому образованию — врач-стоматолог, закончил Донецкий мединститут), второе образование — экономическое, получено в Донецком национальном университете, жена — Елена Янукович — учредитель фитнес-центра «Le Maree Fitness & Spa» (Ле Маре) в Донецке.
Виктор (1981—2015) — депутат Верховной Рады Украины, погиб 20 марта 2015 года.
Внуки
Виктор Александрович Янукович (2001) — пошёл в школу в 2007 году.
Александр Александрович Янукович (июль 2009).
Илья Викторович Янукович (31 января 2010).

## Награды
- Орден святой великомученицы Екатерины (2010, Украинская православная церковь (Московского патриархата)[29]
- Орден святой равноапостольной княгини Ольги (2013, Украинская православная церковь (Московского патриархата)[30]
- Орден в честь Крещения Руси (2013, Украинская православная церковь (Московского патриархата)[31]
- Грамота «За заслуги перед Украинской православной церковью» (2013, Украинская православная церковь (Московского патриархата)
- Почётный гражданин Енакиево[32]